# Semiricinula
Semiricinula is een geslacht van weekdieren uit de klasse van de Gastropoda (slakken).

## Soorten
- Semiricinula bozzettii Houart & Héros, 2013
- Semiricinula chrysostoma (Deshayes, 1844)
- Semiricinula fusca (Küster, 1862)
- Semiricinula hadrolineae (Houart, 1996)
- Semiricinula konkanensis (Melvill, 1893)
- Semiricinula muricina (Blainville, 1832)
- Semiricinula muricoides (Blainville, 1832)
- Semiricinula squamigera (Deshayes, 1832)
- Semiricinula squamosa (Pease, 1868)
- Semiricinula tissoti (Petit de la Saussaye, 1852)
- Semiricinula turbinoides (Blainville, 1832)